# Ristovac
Ristovac (izvirno srbsko Ристовац) je naselje v Srbiji, ki upravno spada pod Mesto Vranje; slednja pa je del Pčinjskega upravnega okraja.

## Demografija
V naselju živi 254 polnoletnih prebivalcev, pri čemer je njihova povprečna starost 39,2 let (37,5 pri moških in 41,0 pri ženskah). Naselje ima 98 gospodinjstev, pri čemer je povprečno število članov na gospodinjstvo 3,49.
To naselje je, glede na rezultate popisa iz leta 2002, večinoma srbsko.
|  |

| Demografija | Demografija     | Demografija     |
| Leto        | Št. prebivalcev | Št. prebivalcev |
| ----------- | --------------- | --------------- |
|             |                 |                 |
|             |                 |                 |
|             |                 |                 |
|             |                 |                 |
| 1948        | 397             |                 |
| 1953        | 389             |                 |
| 1961        | 423             |                 |
| 1971        | 370             |                 |
| 1981        | 343             |                 |
| 1991        | 336             | 334             |
| 2002        | 363             | 342             |
|             |                 |                 |

| Etnična sestava po popisu iz leta 2002 | Etnična sestava po popisu iz leta 2002 | Etnična sestava po popisu iz leta 2002 | Etnična sestava po popisu iz leta 2002 | Etnična sestava po popisu iz leta 2002 |
| -------------------------------------- | -------------------------------------- | -------------------------------------- | -------------------------------------- | -------------------------------------- |
| Srbi                                   | Srbi                                   |                                        | 339                                    | 99,12%                                 |
| Makedonci                              | Makedonci                              |                                        | 3                                      | 0,87%                                  |
| Neznano                                | Neznano                                |                                        | 0                                      | 0,0%                                   |